# Liechtensteiner-Cup
La Coppa del Liechtenstein (ted. Liechtensteiner-Cup) è l'unico trofeo per società calcistiche del Liechtenstein, in assenza di un campionato nazionale (le squadre del Liechtenstein partecipano infatti ai campionati svizzeri). Organizzata dalla Liechtensteiner Fussballverband, prevedeva fino al 2020-2021 il diritto per il vincitore di partecipare al secondo turno preliminare dell’Europa League; dalla stagione 2021-2022, la squadra campione ha accesso al secondo turno preliminare della Conference League. La finale viene disputata al Rheinpark Stadion di Vaduz, l'impianto sportivo calcistico più grande del Liechtenstein.

## Formula
La coppa nazionale del Liechtenstein ha una formula del tutto particolare. Dato lo scarso numero di vere e proprie squadre (sono solo sette), le società possono infatti iscrivere alla competizione anche una formazione "B", una formazione "C", o una formazione con giocatori di una specifica nazione straniera.
Così nell'edizione 2006-2007 il Vaduz ha iscritto tre squadre, il Triesen ha iscritto la propria prima squadra ed una formazione composta da giocatori spagnoli (Triesen Español) mentre lo Schaan, oltre alla propria formazione base, ha iscritto un undici italiano noto come Schaan Azzurri.

## Squadre
Questa è la lista dei sette principali club del Liechtenstein. Tutti hanno raggiunto almeno una volta la finale, mentre cinque hanno potuto alzare al cielo almeno una volta la coppa.
| Club          | Categoria* | Finali | Vinte | Perse |
| ------------- | ---------- | ------ | ----- | ----- |
| Vaduz         | 2          | 64     | 51    | 13    |
| Balzers       | 4          | 28     | 11    | 17    |
| Triesen       | 7          | 18     | 8     | 10    |
| Eschen/Mauren | 4          | 23     | 5     | 18    |
| Schaan        | 8          | 14     | 3     | 11    |
| Ruggell       | 6          | 7      | 0     | 7     |
| Triesenberg   | 7          | 2      | 0     | 2     |

*: Per categoria si intende la categoria nelle divisioni calcistiche svizzere.

## Albo d'oro
- 1945-1946  Triesen
- 1946-1947  Triesen
- 1947-1948  Triesen
- 1948-1949  Vaduz
- 1949-1950  Triesen
- 1950-1951  Triesen
- 1951-1952  Vaduz
- 1952-1953  Vaduz
- 1953-1954  Vaduz
- 1954-1955  Schaan
- 1955-1956  Vaduz
- 1956-1957  Vaduz
- 1957-1958  Vaduz
- 1958-1959  Vaduz
- 1959-1960  Vaduz
- 1960-1961  Vaduz
- 1961-1962  Vaduz
- 1962-1963  Schaan
- 1963-1964  Balzers
- 1964-1965  Triesen
- 1965-1966  Vaduz
- 1966-1967  Vaduz
- 1967-1968  Vaduz
- 1968-1969  Vaduz
- 1969-1970  Vaduz
- 1970-1971  Vaduz
- 1971-1972  Triesen
- 1972-1973  Balzers
- 1973-1974  Vaduz
- 1974-1975  Triesen
- 1975-1976  Eschen/Mauren
- 1976-1977  Eschen/Mauren
- 1977-1978  Eschen/Mauren
- 1978-1979  Balzers
- 1979-1980  Vaduz
- 1980-1981  Balzers
- 1981-1982  Balzers
- 1982-1983  Balzers
- 1983-1984  Balzers
- 1984-1985  Vaduz
- 1985-1986  Vaduz
- 1986-1987  Eschen/Mauren
- 1987-1988  Vaduz
- 1988-1989  Balzers
- 1989-1990  Vaduz
- 1990-1991  Balzers
- 1991-1992  Vaduz
- 1992-1993  Balzers
- 1993-1994  Schaan
- 1994-1995  Vaduz
- 1995-1996  Vaduz
- 1996-1997  Balzers
- 1997-1998  Vaduz
- 1998-1999  Vaduz
- 1999-2000  Vaduz
- 2000-2001  Vaduz
- 2001-2002  Vaduz
- 2002-2003  Vaduz
- 2003-2004  Vaduz
- 2004-2005  Vaduz
- 2005-2006  Vaduz
- 2006-2007  Vaduz
- 2007-2008  Vaduz
- 2008-2009  Vaduz
- 2009-2010  Vaduz
- 2010-2011  Vaduz
- 2011-2012  Eschen/Mauren
- 2012-2013  Vaduz
- 2013-2014  Vaduz
- 2014-2015  Vaduz
- 2015-2016  Vaduz
- 2016-2017  Vaduz
- 2017-2018  Vaduz
- 2018-2019  Vaduz
- 2019-2020 non assegnato
- 2020-2021 non assegnato
- 2021-2022  Vaduz
- 2022-2023  Vaduz
- 2023-2024  Vaduz
- 2024-2025  Vaduz